# Wenzel-Hablik-Museum

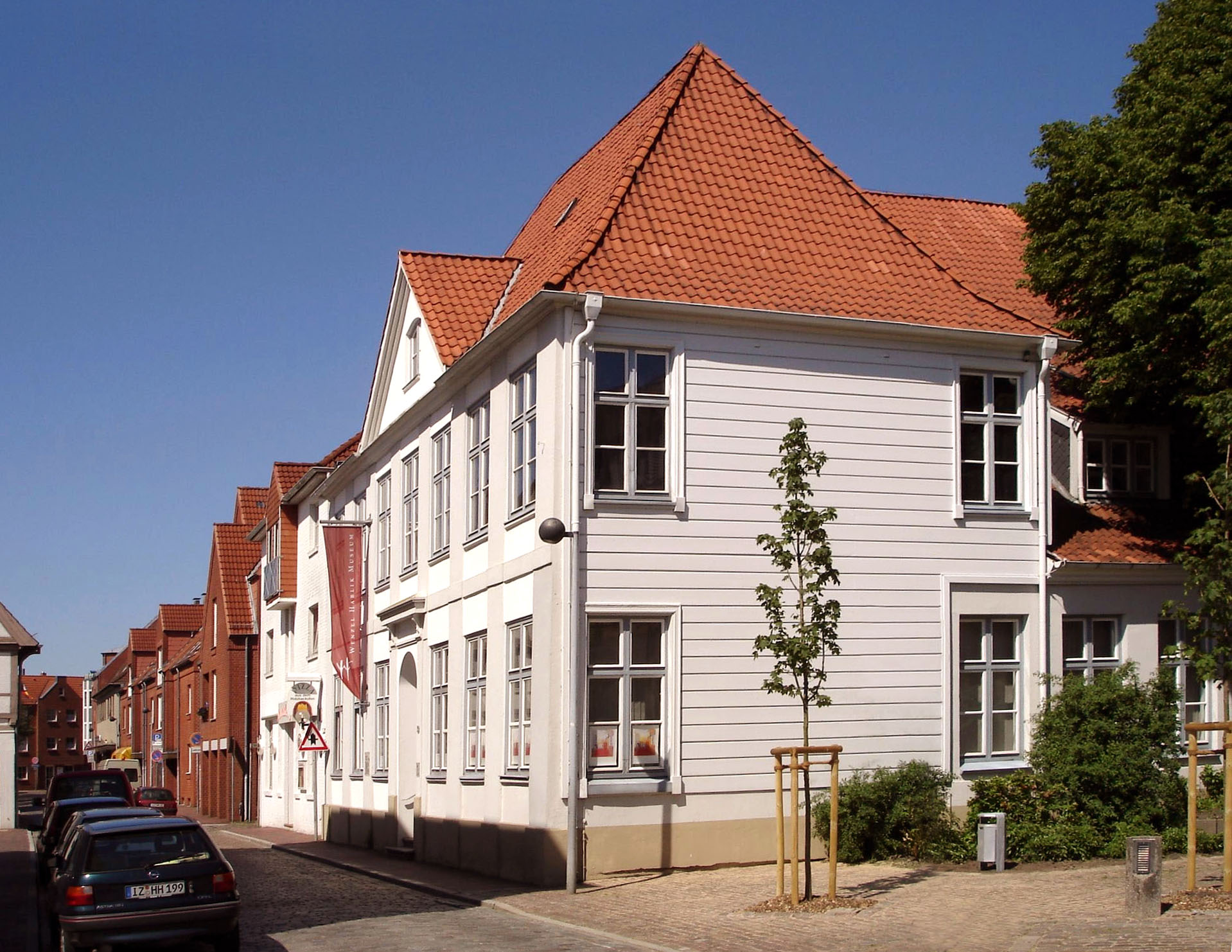
Wenzel-Hablik-Museum

Das Wenzel-Hablik-Museum beherbergt den Nachlass des deutsch-böhmischen Künstlers Wenzel Hablik (1881–1934), der von 1907 bis zu seinem Tod in Itzehoe gelebt und gearbeitet hat. Das Museum befindet sich seit 1995 in dem unter Denkmalschutz stehenden Kaufmannshaus in der Reichenstraße 21 in Itzehoe.

## Wenzel-Hablik-Stiftung
1985 wurde Wenzel Habliks künstlerischer Nachlass durch seine beiden Töchter Susanne Klingeberg und Sybille Sharma-Hablik der von ihnen neu gegründeten Wenzel-Hablik-Stiftung übergeben. Die Stiftung hat sich zur Aufgabe gemacht, das Werk Wenzel Habliks der Allgemeinheit, der Lehre und der Forschung zugänglich zu machen, in Publikationen zu dokumentieren und den Künstler auch über die Grenzen Itzehoes hinaus, in international ausgerichteten Ausstellungen, einem breiten Publikum nahezubringen.

## Wenzel-Hablik-Museum
10 Jahre nach Gründung der Stiftung entstand 1995 in Itzehoe das Wenzel-Hablik-Museum. Es zeigt den Nachlass des Malers, Architekten, Innenarchitekten, Designers und Visionärs Wenzel Hablik, der zu den wichtigsten Vertretern des deutschen architektonischen Expressionismus zählt.
Die insgesamt ca. 500 m² große Ausstellungsfläche umfasst im Obergeschoss eine ständige Ausstellung, die einen Querschnitt dessen Gesamtwerkes veranschaulicht. Vermittelt wird die Entwicklung vom Jugendstil zum Expressionismus, zu den 1920er Jahren, in denen sein Werk auch den Kubismus berührt und gibt einen tieferen Einblick in die einzelnen Schaffensbereiche des Künstlers. Unterstützt wird dies durch die filmische Dokumentation "Wenzel Hablik in Itzehoe. 1907 bis 1934". Die DVD veranschaulicht das vielfältige Wirken Habliks und beleuchtet seine Person.
Der Bestand gilt als umfangreichste Sammlung an Werken Wenzel Habliks, zu denen über 200 Gemälde, Möbelensembles, kunsthandwerkliche Arbeiten, Kristalle und eine umfangreiche Grafiksammlung mit 8000 Handzeichnungen gehören. Der Nachlass der Handweberei von Habliks Ehefrau Elisabeth Hablik-Lindemann mit einer bedeutenden Textilsammlung sowie ein Archiv zur Künstlervereinigung der „Gläsernen Kette“, deren aktivstes Mitglied Hablik gewesen ist, erweitern das Sammlungsgebiet.
Im Erdgeschoss finden außerdem regelmäßig Wechselausstellungen zu dem künstlerischen Umfeld Habliks, zum Expressionismus, zur zeitgenössischen Architektur und zum Design statt. Überdies präsentieren verschiedene Künstlergruppen der Region ihre Werke.